# Kazatelská stanice Českobratrské církve evangelické v Bohuslavicích nad Metují
Kazatelská stanice Českobratrské církve evangelické v Bohuslavicích nad Metují je kazatelskou stanicí farního sboru Českobratrské církve evangelické v Náchodě - Šonově. Sídlí v obci Bohuslavice v okrese Náchod. Vznikla roku 2007 přeměnou zrušeného farního sboru.
Evangelíci v Bohuslavicích nad Metují náleželi po vydání Tolerančního patentu ke sboru v Černilově. Hlásili se k augsburskému vyznání. Roku 1821 si vystavěli modlitebnu, která sloužila k bohoslužebným účelům do roku 1899. Dne 20. září 1869 byl bohuslavický filiální sbor prohlášen za samostatný sbor farní. Měl tehdy 370 členů. Roku 1873 byla založena jednotřídní evangelická škola. V letech 1898-1899 sbor vystavěl kostel v novogotickém slohu. Roku 1918 se sbor připojil k Českobratrské církvi evangelické. Na konci roku 2004 klesl počet členů na 113 osob, z nichž 56 bylo v kazatelské stanici v Opočně. V roce 2007 byl sbor v Bohuslavicích zrušen a připojen ke sboru v Náchodě - Šonově a je nyní kazatelskou stanicí tohoto sboru.
K nejvýznamnějším kazatelům, kteří působili ve sboru v Bohuslavicích, patřil Rudolf Říčan.